# Ламек Банда
Ламек Банда (англ. Lameck Banda, нар. 29 січня 2001, Лусака) — замбійський футболіст, нападник італійського клубу «Лечче» і національної збірної Замбії.

## Клубна кар'єра
У дорослому футболі дебютував 2017 року виступами за команду «Нквазі», звідки за рік перейшов до «ЗЕСКО Юнайтед».
2019 року перебрався до тульського «Арсенала», де став третім замбійцем після братів Еванса і Кінгса Кангва.
В Росії не заграв і 2020 року був відданий в оренду до ізраїльського «Маккабі» (Нетанья), а за рік, також на орендних умовах, став гравцем «Маккабі» (Петах-Тіква).
В останній команді нарешті зумів проявити себе, і клуб у липні 2022 скористався можливістю викупити контракт замбійця за 300 тисяч євро, а вже наступного місяця погодив його перехід до італійського «Лечче» за 2 мільйони євро.

## Виступи за збірні
Грав за юнацьку та молодіжну збірні Замбії.
2022 року дебютував в офіційних матчах у складі національної збірної країни.